# Blohm & Voss P 215
Die Blohm & Voss P 215 war eine Projektstudie eines dreisitzigen deutschen Strahljägers von Anfang 1945.

## Entwicklung
Der Projektentwurf der P 215 entstand nach Forderungen des Reichsluftfahrtministeriums von 27. Januar 1945. In der Richtlinie 12376/45 wurden die Anforderungen für den zukünftigen 
Nachtjäger formuliert. Die Richtlinie forderte einen Nachtjäger mit einer Geschwindigkeit von 900 km/h in 9000 m Höhe, einer Gesamtflugdauer von 4 Stunden, einer Angriffsbewaffnung von 4 Maschinenkanonen, den Einbau des FuG 244 „Bremen“ und eine Besatzung von zwei Mann.
Mit der Entwicklung eines Projektentwurfs des neuen Nachtjägers wurde neben Blohm & Voss auch Arado,  Dornier, Heinkel, Messerschmitt, Focke-Wulf und Gotha beauftragt.
Am 27. Februar 1945 wurden die Anforderung an den neuen Nachtjäger erweitert. Es wurde nun eine noch stärkere Angriffsbewaffnung, eine Abwehrbewaffnung sowie eine gesteigerte Flugdauer gefordert. Des Weiteren sollte ein drittes Besatzungsmitglied vorgesehen werden. Durch die neuen Richtlinien wurde bei den, von den Firmen eingereichten Entwürfen, eine Umplanung notwendig. Am 20./21. März 1945 wurden die Entwürfe von Blohm & Voss, Arado und Gotha zur Weiterentwicklung ausgewählt.
Das Einsatzkonzept sah vor, das die Jäger vor Einflug der Bomberverbände einen Bereitstellungsraum bezogen und erst nachdem die Bomber in Reichweite waren von der Bodenleitstelle an diese herangeführt wurden. Um auch noch weitere Angriffe auf die Bomber ausführen zu können, war eine entsprechend hohe Flugdauer notwendig.
Blohm & Voss, mit seinem Chefkonstrukteur Richard Vogt, griff mit dem eingereichten Entwurf das Konzept des schwanzlosen Flugzeuges auf, welches schon bei den Jagdflugzeugprojekten P 208 und  P 212 verwendet worden war. Der zentrale Rumpf trägt die gepfeilten Tragflügel, an deren äußeren Ende jeweils die Seiten- und Höhenleitwerke angeordnet sind. Als Antrieb wurde der Einbau von zwei Strahltriebwerke Heinkel HeS 011 geplant. Ebenso war der Einbau von drei Schleudersitze vorgesehen.

## Technische Daten

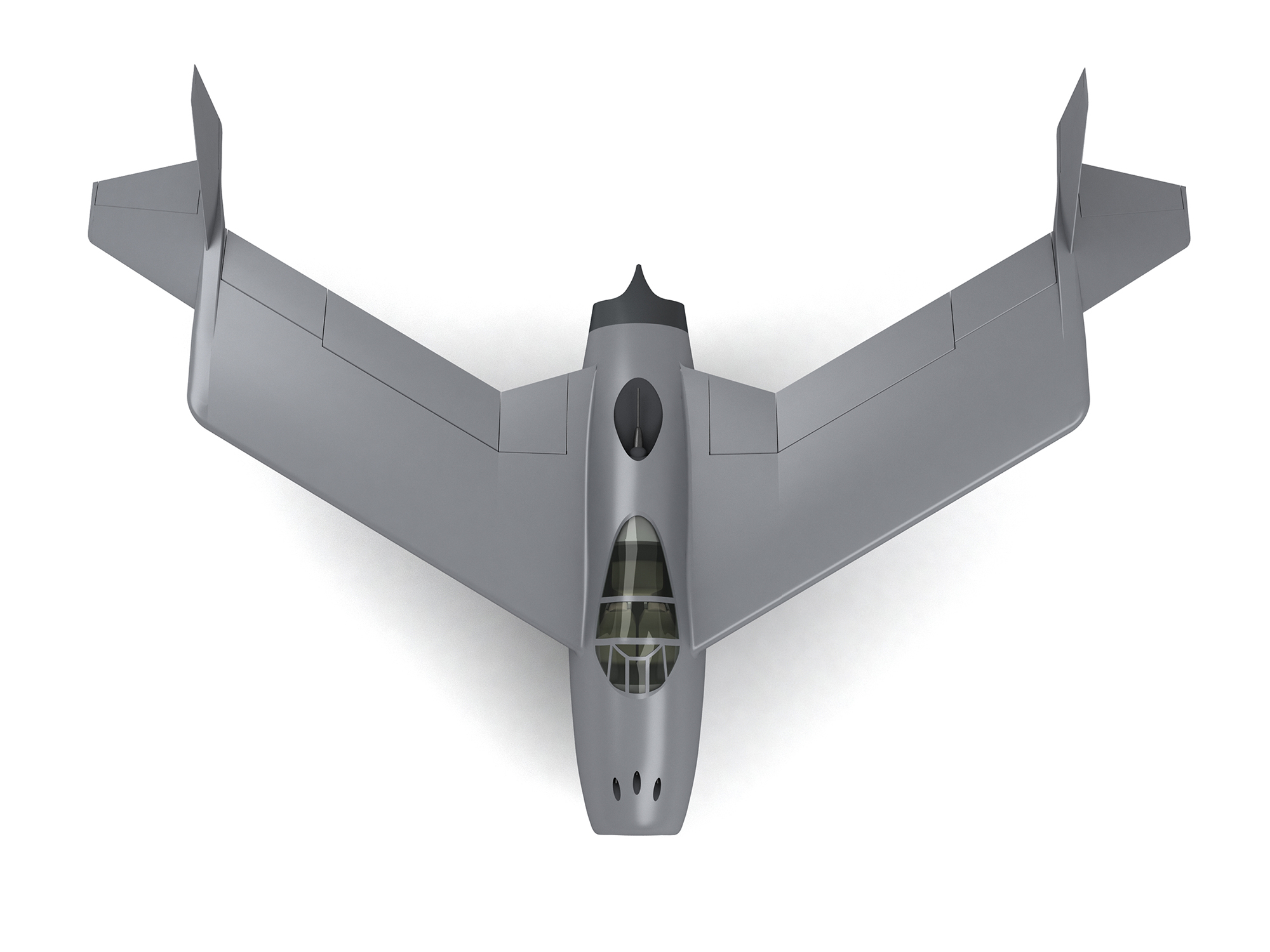

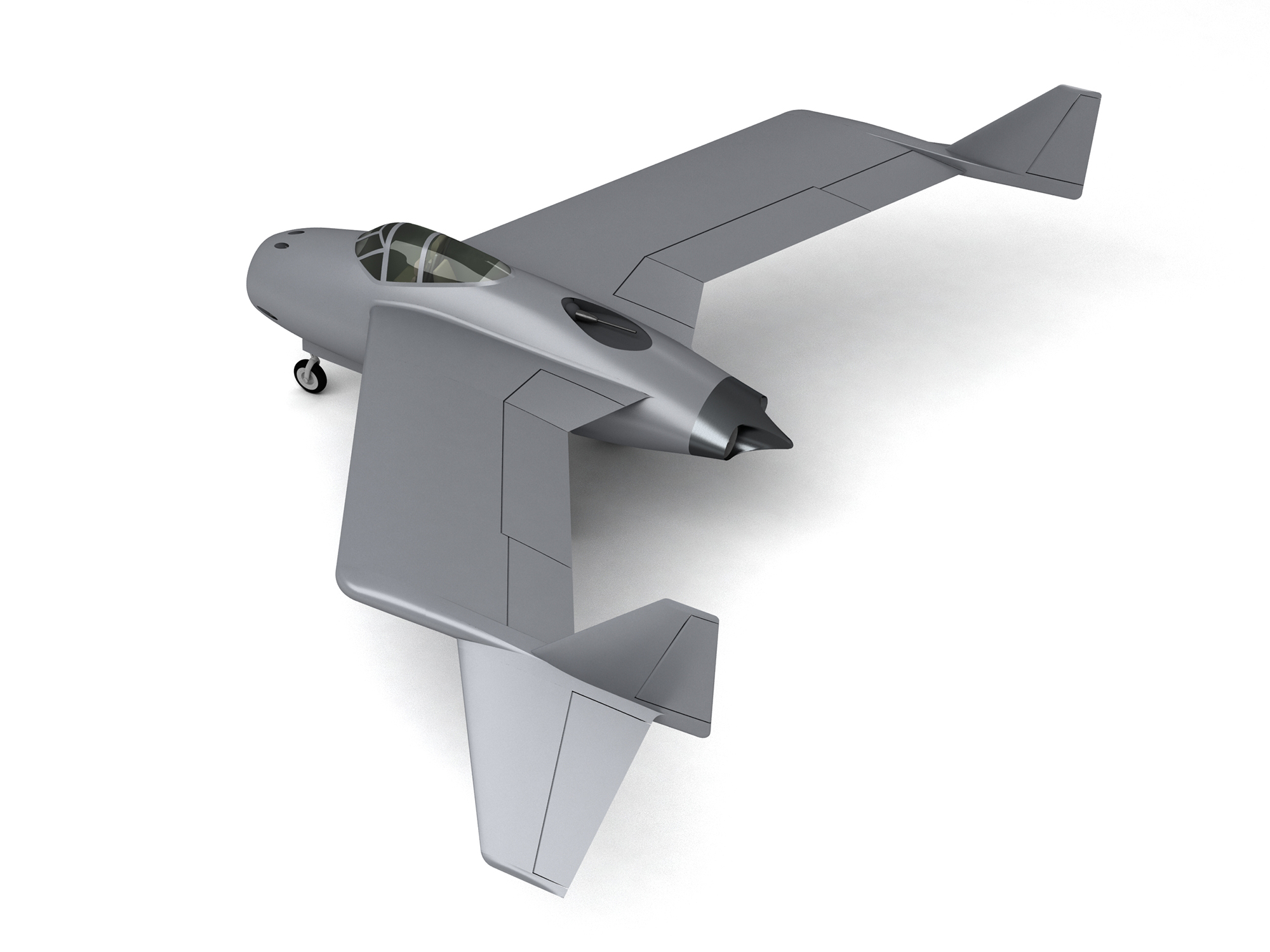

| Projektierte Kenngrößen der P 215.02 | Projektierte Kenngrößen der P 215.02                               | Projektierte Kenngrößen der P 215.02 | Projektierte Kenngrößen der P 215.02 |
| ------------------------------------ | ------------------------------------------------------------------ | ------------------------------------ | ------------------------------------ |
| Besatzung                            | 3                                                                  |                                      |                                      |
|                                      | Flugzeugführer, Funknavigator, Schütze                             |                                      |                                      |
| Abmessungen                          |                                                                    |                                      |                                      |
| Spannweite mit Leitwerke             | 18,80 m                                                            |                                      |                                      |
| Spannweite ohne Leitwerke            | 14,40 m                                                            |                                      |                                      |
| Länge                                | 11,60 m                                                            |                                      |                                      |
| Höhe                                 | 5,00 m                                                             |                                      |                                      |
| Flügelfläche mit Leitwerke           | 63 m²                                                              |                                      |                                      |
| Flügelfläche ohne Leitwerke          | 55 m²                                                              |                                      |                                      |
| Masse                                |                                                                    |                                      |                                      |
| Startmasse                           | 14.800 kg                                                          |                                      |                                      |
| Rüstmasse                            | 7.400 kg                                                           |                                      |                                      |
| Betriebsstoffe                       | 6.500 kg                                                           |                                      |                                      |
| Munition                             | 600 kg                                                             |                                      |                                      |
| Leistung                             |                                                                    |                                      |                                      |
| Antrieb                              | zwei Heinkel HeS 011                                               |                                      |                                      |
| Standschub                           | 2.600 kp                                                           |                                      |                                      |
| Höchstgeschwindigkeit                | 860 km/h in 6.000 m Höhe                                           |                                      |                                      |
| Startstrecke auf Beton               | 1.800 m                                                            |                                      |                                      |
| Startstrecke auf Gras                | 2.200 m                                                            |                                      |                                      |
| Gipfelhöhe                           | 11.000 m                                                           |                                      |                                      |
| max. Flugdauer                       | 5 h                                                                |                                      |                                      |
| Bewaffnung                           |                                                                    |                                      |                                      |
| Rüstvariante 1 (Normalvariante)      | 5 × 30-mm-Kanone MK 108 mit 5 × 200 Schuss                         |                                      |                                      |
| Rüstvariante 2                       | 5 × 30-mm-Kanone MK 108 mit 5 × 150 Schuss                         |                                      |                                      |
| Rüstvariante 3                       | 6 × 30-mm-Kanone MG 213/30 mit 6 × 160 Schuss                      |                                      |                                      |
| Rüstvariante 4                       | oder 2 × 50-mm-Kanone MK 112 mit 2 × 50 Schuss                     |                                      |                                      |
| Rüstvariante 5                       | 4 × 30-mm-Kanone MK 108 mit 4 × 200 Schuss und 56 × R4M-Raketen    |                                      |                                      |
| Rüstvariante 6                       | 4 × 30-mm-Kanone MG 213/30 mit 4 × 200 Schuss und 56 × R4M-Raketen |                                      |                                      |
| Schrägbewaffnung                     | zusätzlich möglich 2 × 30-mm-Kanone MK 108                         |                                      |                                      |
| hintere Abwehrbewaffnung             | 1 × 20-mm-Kanone MG 151/20                                         |                                      |                                      |
| Abwurfwaffen                         | 2 × 500 kg Bomben                                                  |                                      |                                      |
| Funktechnische Ausrüstung            |                                                                    |                                      |                                      |
| Funkmessortungsgerät                 | FuG 244 „Bremen“                                                   |                                      |                                      |
| Passives IR-Zielsuchgerät            | FuG 280 „Kiel Z“                                                   |                                      |                                      |
| Funkmessbeobachtungsgerät            | FuG 350 „Naxos“                                                    |                                      |                                      |
| Rückwärtswarngerät                   | FuG 218 R „Neptun“                                                 |                                      |                                      |
| Freund-Feind-Erkennung               | FuG 25a „Erstling“                                                 |                                      |                                      |
| Funksprechgerät                      | FuG 24 SE mit Ei V Anlage                                          |                                      |                                      |
| Funklandegeräte                      | FuBl 3 E                                                           |                                      |                                      |
| Funkhöhenmesser                      | FuG 101 a                                                          |                                      |                                      |
| Bordpeilgerät                        | Peil G 6 „Ludwig“                                                  |                                      |                                      |
| Luftlagemeldegerät                   | FuG 29                                                             |                                      |                                      |